# Jorgelina Rimoldi
Jorgelina Rimoldi, född den 6 oktober 1971, är en argentinsk landhockeyspelare.
Hon tog OS-silver i damernas landhockeyturnering i samband med de olympiska landhockeytävlingarna 2000 i Sydney.